# Campionati del mondo di atletica leggera 2017 - Maratona femminile
La gara della maratona femminile dei Campionati del mondo di atletica leggera 2017 si è svolta il 6 agosto, con partenza e arrivo al Tower Bridge.
Al termine della gara, Dagmara Handzlik stabilisce il record nazionale di Cipro (2h38'52").

## Podio
| Pos.    | Atleta                    | Nazionalità | Prestazione |
| ------- | ------------------------- | ----------- | ----------- |
| Oro     | Rose Chelimo              | Bahrein     | 2h27'11"    |
| Argento | Edna Ngeringwony Kiplagat | Kenya       | 2h27'18"    |
| Bronzo  | Amy Cragg                 | Stati Uniti | 2h27'18"    |

## Situazione pre-gara

### Record
Prima di questa competizione, il record del mondo (RM) e il record dei campionati (RC) erano i seguenti.
| Record                | Prestazione | Atleta                      | Data                               | Competizione  |
| --------------------- | ----------- | --------------------------- | ---------------------------------- | ------------- |
| Record mondiale       | 2h15'25"    | Paula Radcliffe Regno Unito | 13 aprile 2003 Londra, Regno Unito |               |
| Record dei campionati | 2h20'57"    | Paula Radcliffe Regno Unito | 14 giugno 2005 Helsinki, Finlandia | Mondiali 2005 |

### Campioni in carica
I campioni in carica a livello mondiale e olimpico erano:
| Campione | Atleta               | Prestazione | Data                                   | Competizione   |
| -------- | -------------------- | ----------- | -------------------------------------- | -------------- |
| Olimpico | Jemima Sumgong Kenya | 2h24'04"    | 14 agosto 2016 Rio de Janeiro, Brasile | Olimpiadi 2016 |
| Mondiale | Mare Dibaba Etiopia  | 2h27'35"    | 30 agosto 2015 Pechino, Cina           | Mondiali 2015  |

### La stagione
Prima di questa gara, gli atleti con le migliori tre prestazioni dell'anno erano:
| Pos. | Atleta                       | Prestazione | Data                               |
| ---- | ---------------------------- | ----------- | ---------------------------------- |
| 1    | Mary Jepkosgei Keitany Kenya | 2h17'01"    | 23 aprile 2017 Londra, Regno Unito |
| 2    | Tirunesh Dibaba Etiopia      | 2h17'56"    | 23 aprile 2017 Londra, Regno Unito |
| 3    | Sarah Chepchirchir Kenya     | 2h19'47"    | 16 febbraio 2017 Tokyo, Giappone   |

## Classifica finale
La gara si è tenuta il 6 agosto dalle ore 14:00, con i seguenti risultati:
| Pos. | Nome                      | Nazionalità    | Tempo    | Note                                     |
| ---- | ------------------------- | -------------- | -------- | ---------------------------------------- |
|      | Rose Chelimo              | Bahrein        | 2h27'11" | Miglior prestazione personale stagionale |
|      | Edna Ngeringwony Kiplagat | Kenya          | 2h27'18" | Miglior prestazione personale stagionale |
|      | Amy Cragg                 | Stati Uniti    | 2h27'18" | Miglior prestazione personale stagionale |
| 4    | Flomena Cheyech Daniel    | Kenya          | 2h27'21" |                                          |
| 5    | Shure Demise              | Etiopia        | 2h27'18" |                                          |
| 6    | Eunice Jepkirui Kirwa     | Bahrein        | 2h28'17" |                                          |
| 7    | Helah Jelagat Kiprop      | Kenya          | 2h28'19" |                                          |
| 8    | Mare Dibaba               | Etiopia        | 2h28"49" | Miglior prestazione personale stagionale |
| 9    | Jessica Trengove          | Australia      | 2h28'59" |                                          |
| 10   | Berhane Dibaba            | Etiopia        | 2h29'01" |                                          |
| 11   | Serena Burla              | Stati Uniti    | 2h29'32" |                                          |
| 12   | Aselefech Mergia          | Etiopia        | 2h29'43" |                                          |
| 13   | Charlotte Purdue          | Regno Unito    | 2h29'48" |                                          |
| 14   | Eva Nývltová              | Rep. Ceca      | 2h29'56" | Miglior prestazione personale            |
| 15   | Hye-Gyong Kim             | Corea del Nord | 2h30'29" | Miglior prestazione personale stagionale |
| 16   | Mao Kiyota                | Giappone       | 2h30'36" |                                          |
| 17   | Yuka Ando                 | Giappone       | 2h31'31" |                                          |
| 18   | Alyson Dixon              | Regno Unito    | 2h31'36" |                                          |
| 19   | Helalia Johannes          | Namibia        | 2h32'01" |                                          |
| 20   | Sinead Diver              | Australia      | 2h33'26" |                                          |
| 21   | Marta Esteban             | Spagna         | 2h33'37" | Miglior prestazione personale stagionale |
| 22   | Fate Tola                 | Germania       | 2h33'39" |                                          |
| 23   | Izabela Trzaskalska       | Grecia         | 2h35'03" |                                          |
| 24   | Milly Clark               | Australia      | 2h35'27" | Miglior prestazione personale stagionale |
| 25   | Anne-Mari Hyrylainen      | Finlandia      | 2h35'33" |                                          |
| 26   | Inés Melchor              | Perù           | 2h35'34" |                                          |
| 27   | Risa Shigetomo            | Giappone       | 2h36'03" |                                          |
| 28   | Filomena Costa            | Portogallo     | 2h36'42" | Miglior prestazione personale stagionale |
| 29   | Un-Ok Jo                  | Corea del Nord | 2h36'46" |                                          |
| 30   | Beata Naigambo            | Namibia        | 2h37'24" | Miglior prestazione personale stagionale |
| 31   | Ilona Marhele             | Lettonia       | 2h37'40" | Miglior prestazione personale            |
| 32   | Rosa Chacha               | Ecuador        | 2h37'50" |                                          |
| 33   | Claire McCarthy           | Irlanda        | 2h38'26" | Miglior prestazione personale stagionale |
| 34   | Kyunghee Lim              | Corea del Sud  | 2h38'38" |                                          |
| 35   | Dagmara Handzlik          | Cipro          | 2h38'52" | Record nazionale                         |
| 36   | Katarzyna Kowalska        | Polonia        | 2h39'39" |                                          |
| 37   | Lindsay Flanagan          | Stati Uniti    | 2h39'47" | Miglior prestazione personale stagionale |
| 38   | Seongeun Kim              | Corea del Sud  | 2h39'52" |                                          |
| 39   | Katharina Heinig          | Germania       | 2h39'59" | Miglior prestazione personale stagionale |
| 40   | Mapaseka Makhanya         | Sudafrica      | 2h40'15" | Miglior prestazione personale stagionale |
| 41   | Lonah Chemtai Korlima     | Israele        | 2h40'22" | Miglior prestazione personale stagionale |
| 42   | Viktoriia Poliudina       | Kirghizistan   | 2h40'28" | Miglior prestazione personale            |
| 43   | Tracy Barlow              | Regno Unito    | 2h41'03" |                                          |
| 44   | Darya Mykhaylova          | Ucraina        | 2h41'29" |                                          |
| 45   | Vaida Žusinaite           | Lituania       | 2h41'44" | Miglior prestazione personale stagionale |
| 46   | Paula Gonzalez            | Spagna         | 2h42'47" |                                          |
| 47   | Rutendo Joan Nyahora      | Zimbabwe       | 2h42'53" | Miglior prestazione personale stagionale |
| 48   | Tetyana Vernyhor          | Ucraina        | 2h43'12" |                                          |
| 49   | Wilma Arizapana           | Perù           | 2h43'13" |                                          |
| 50   | Lavinia Haitope           | Namibia        | 2h44'02" |                                          |
| 51   | Tarah Korir               | Canada         | 2h44'30" |                                          |
| 52   | Khishigsaikhan Galbadrakh | Mongolia       | 2h44'48" |                                          |
| 53   | Anita Kazemaka            | Lettonia       | 2h44'49" | Miglior prestazione personale stagionale |
| 54   | Kyungsun Choi             | Corea del Sud  | 2h45'46" |                                          |
| 55   | Dailín Belmonte           | Cuba           | 2h46'15" | Miglior prestazione personale stagionale |
| 56   | Sara Ramadhani            | Tanzania       | 2h46'23" |                                          |
| 57   | Bojana Bjeljac            | Croazia        | 2h46'46" |                                          |
| 58   | Munkhzaya Bayartsogt      | Mongolia       | 2h46'59" |                                          |
| 59   | Jenna Leigh Challenor     | Sudafrica      | 2h47'22" | Miglior prestazione personale stagionale |
| 60   | Lisa Ring                 | Svezia         | 2h48'39" |                                          |
| 61   | Carmen Toaquiza           | Ecuador        | 2h48'45" |                                          |
| 62   | Rosa Godoy                | Argentina      | 2h49'30" | Miglior prestazione personale stagionale |
| 63   | Maor Tiyouri              | Israele        | 2h49'45" | Miglior prestazione personale stagionale |
| 64   | Monika Athare             | India          | 2h49'54" |                                          |
| 65   | Qinghong Liu              | Cina           | 2h52'21" | Miglior prestazione personale stagionale |
| 66   | Iuliia Andreeva           | Kirghizistan   | 2h53'17" | Miglior prestazione personale stagionale |
| 67   | Liliana Maria Dragomir    | Romania        | 2h53'30" |                                          |
| 68   | Mayada Sayyad             | Palestina      | 2h54'58" | Miglior prestazione personale stagionale |
| 69   | Matea Matosevic           | Croazia        | 2h55'06" | Miglior prestazione personale stagionale |
| 70   | Dayna Pidhoresky          | Canada         | 2h56'15" |                                          |
| 71   | Gloria Privilétzio        | Grecia         | 2h57'06" |                                          |
| 72   | Angela Brito              | Ecuador        | 2h58'21" |                                          |
| 73   | Yelena Nanaziashvili      | Kazakistan     | 2h58'32" |                                          |
| 74   | Fortunate Chidzivo        | Zimbabwe       | 2h58'51" | Miglior prestazione personale stagionale |
| 75   | Teodora Simovic           | Serbia         | 2h59'01" |                                          |
| 76   | Nikolina Stepan           | Croazia        | 2h59'43" |                                          |
| 77   | Maria Grazzia Bianchi     | Venezuela      | 3h04'11" |                                          |
| 78   | Marisa Casanueva          | Spagna         | 3h05'03" |                                          |
| -    | Wilma Arizapana           | Perù           | dnf      |                                          |
| -    | Mojie Cao                 | Cina           | dnf      |                                          |
| -    | Fadime Çelik              | Turchia        | dnf      |                                          |
| -    | Kenza Dahmani Tifahi      | Algeria        | dnf      |                                          |
| -    | Chien-Ho Hsieh            | Taipei cinese  | dnf      |                                          |
| -    | Viktoriya Khapilina       | Ucraina        | dnf      |                                          |
| -    | Hye-Song Kim              | Corea del Nord | dnf      |                                          |
| -    | Yolymar Pineda            | Venezuela      | dnf      |                                          |
| -    | Ouranía Rebouli           | Grecia         | dnf      |                                          |
| -    | Catarina Ribeiro          | Portogallo     | dnf      |                                          |
| -    | Magdalena Shauri          | Tanzania       | dnf      |                                          |
| -    | Paula-Claudia Todoran     | Romania        | dnf      |                                          |
| -    | Hiruni Kesara Wijavaratne | Sri Lanka      | dnf      |                                          |
| -    | Louise Wiker              | Svezia         | dnf      |                                          |
| -    | Yelena Dolinin            | Israele        | dns      |                                          |